# Aenigmatistes ocelliscaptus
Aenigmatistes ocelliscaptus är en tvåvingeart som beskrevs av Schmitz 1955. Aenigmatistes ocelliscaptus ingår i släktet Aenigmatistes och familjen puckelflugor. Inga underarter finns listade i Catalogue of Life.